# Brasil na Copa do Mundo de Rugby
Com a Seleção Brasileira de Rugby, o país tenta, a partir da edição de 1999 da Copa do Mundo a classificação para o principal torneio desse esporte. Abaixo, os resultados obtidos até agora pelo Brasil.

## Resumo
| Ano  | Sede                                                 | Resultado          | Fase                      |
| ---- | ---------------------------------------------------- | ------------------ | ------------------------- |
| 1987 | Nova Zelândia e Austrália                            | Não entrou         | Não entrou                |
| 1991 | Inglaterra, Irlanda, Escócia, País de Gales e França | Não entrou         | Não entrou                |
| 1995 | África do Sul                                        | Não entrou         | Não entrou                |
| 1999 | País de Gales                                        | Não se classificou | Jogo eliminatório simples |
| 2003 | Austrália                                            | Não se classificou | 3a fase das eliminatórias |
| 2007 | França                                               | Não se classificou | 2a fase das eliminatórias |
| 2011 | Nova Zelândia                                        | Não se classificou | 2a fase das eliminatórias |
| 2015 | Inglaterra                                           | Não se classificou |                           |
| 2019 | Japão                                                | Não se classificou |                           |

## Eliminatórias para a Copa do Mundo

### 1999
| 11 de novembro de 1996 |        |        |                                  |
| Trinidad e Tobago      | 41 - 0 | Brasil | Port of Spain, Trinidad e Tobago |
|                        |        |        | Port of Spain, Trinidad e Tobago |

### 2003
1ª fase
| 27 de outubro de 2001 |        |      |                      |
| Brasil                | 51 - 9 | Peru | Varginha, MG, Brasil |
|                       |        |      | Varginha, MG, Brasil |

| 11 de novembro de 2001 |         |        |          |
| Colômbia               | 12 - 47 | Brasil | Colômbia |
|                        |         |        | Colômbia |

| 17 de novembro de 2001 |        |           |        |
| Brasil                 | 14 - 3 | Venezuela | Brasil |
|                        |        |           | Brasil |

2ª fase
| 22 de dezembro de 2001 |         |        |                          |
| Trinidad e Tobago      | 10 - 11 | Brasil | Arima, Trinidad e Tobago |
|                        |         |        | Arima, Trinidad e Tobago |

| 22 de dezembro de 2001 |       |                   |                           |
| Brasil                 | 9 - 0 | Trinidad e Tobago | Florianópolis, SC, Brasil |
|                        |       |                   | Florianópolis, SC, Brasil |

3ª fase
| 13 de abril de 2002 |        |       |        |
| Brasil              | 6 - 46 | Chile | Brasil |
|                     |        |       | Brasil |

| 20 de abril de 2002 |         |        |                           |
| Paraguai            | 14 - 13 | Brasil | Florianópolis, SC, Brasil |
|                     |         |        | Florianópolis, SC, Brasil |

### 2007
1ª fase
| 10 de outubro de 2004 |        |      |                       |
| Brasil                | 73 - 3 | Peru | São Paulo, SP, Brasil |
|                       |        |      | São Paulo, SP, Brasil |

| 13 de outubro de 2004 |        |          |                       |
| Brasil                | 74 - 0 | Colômbia | São Paulo, SP, Brasil |
|                       |        |          | São Paulo, SP, Brasil |

| 20 de novembro de 2004 |        |        |                    |
| Venezuela              | 5 - 11 | Brasil | Caracas, Venezuela |
|                        |        |        | Caracas, Venezuela |

2ª fase
| 2 de outubro de 2005 |        |        |                    |
| Paraguai             | 45 - 8 | Brasil | Assunção, Paraguai |
|                      |        |        | Assunção, Paraguai |

| 13 de outubro de 2005 |         |       |                                 |
| Brasil                | 13 - 55 | Chile | São José dos Campos, SP, Brasil |
|                       |         |       | São José dos Campos, SP, Brasil |

### 2011
1ª fase
| 11 de outubro de 2008 |        |        |                                  |
| Trinidad e Tobago     | 8 - 31 | Brasil | Port of Spain, Trinidad e Tobago |
|                       |        |        | Port of Spain, Trinidad e Tobago |

| 18 de outubro de 2008 |         |                   |                                 |
| Brasil                | 24 - 12 | Trinidad e Tobago | São José dos Campos, SP, Brasil |
|                       |         |                   | São José dos Campos, SP, Brasil |

2ª fase
| 25 de abril de 2009 |        |        |                     |
| Chile               | 79 - 3 | Brasil | Viña del Mar, Chile |
|                     |        |        | Viña del Mar, Chile |

| 29 de abril de 2009 |        |        |                     |
| Uruguai             | 71 - 3 | Brasil | Montevidéu, Uruguai |
|                     |        |        | Montevidéu, Uruguai |

### 2015
Repescagem
| 27 de outubro de 2012 |         |          |                   |
| Brasil                | 35 - 22 | Paraguai | São Paulo, Brasil |
|                       |         |          | São Paulo, Brasil |

| Total | Encontros | Encontros | Encontros | Encontros | Tentos  | Tentos | Tentos    |
| Total | jogados   | ganhos    | empatados | perdidos  | a favor | contra | diferença |
| ----- | --------- | --------- | --------- | --------- | ------- | ------ | --------- |
| Total | 18        | 11        | 0         | 7         | 426     | 345    | + 81      |